# Єлачкаси
Єлачка́си (рос. Елачкасы, чув. Елача) — присілок у Чувашії Російської Федерації, у складі Ярабайкасинського сільського поселення Моргауського району.
Населення — 61 особа (2010; 89 в 2002, 130 в 1979; 201 в 1939, 188 в 1926, 157 в 1906, 105 в 1858). Національний склад — чуваші, росіяни.

## Історія
Історична назва — Аптіккаси. Утворився як околоток присілку Аверкова (Пронькаси). До 1866 року селяни мали статус державних, займались землеробством, тваринництвом. 1931 року утворено колгосп «Комунізм». До 1920 року присілок перебував у складі Акрамовської волості Козьмодемьянського, а до 1927 року — Чебоксарського повіту. 1927 року присілок переданий до складу Татаркасинського району, 1935 року — до складу Ішлейського, 1944 року — до складу Моргауського, 1959 року — до складу Сундирського, 1962 року — до складу Чебоксарського, 1964 року — повернутий до складу Моргауського району.